# 2016年亞美尼亞—亞塞拜然衝突
亞美尼亞國防軍與納戈爾諾-卡拉巴赫防衛軍於2016年4月2日與亞塞拜然國防軍就納戈爾諾-卡拉巴赫地區爭議爆發衝突。一天後，亞塞拜然國防部宣布單方面停火，但據納戈爾諾-卡拉巴赫防衛軍消息，攻擊仍持續。衝突雙方官方聲明顯示，18名亞美尼亞及12名亞塞拜然士兵於衝突中死亡，另有雙方均損失少數軍事設備。聯合國人道事務協調廳確認三名平民死亡。雙方於4月5日達成停火協議，並於當地時間12時生效。亞美尼亞少將表示亞塞拜然軍隊成功的偵查及壓力測試，而完成其初步目標。

## 背景
纳戈尔诺-卡拉巴赫共和国事實上獨立於亞塞拜然，但其領土於國際上多承認為亞塞拜然的一部份。自1994年纳戈尔诺-卡拉巴赫战争結束後，基於比什凱克協議的停火生效，而此次衝突為自1994年來違反該協議最嚴重之行為。